# Kaczkówko
Kaczkówko is een plaats in het Poolse district  Żniński, woiwodschap Koejavië-Pommeren. De plaats maakt deel uit van de gemeente Żnin en telt 140 inwoners.